# 진주동중학교
진주동중학교(晋州東中學校)는 대한민국 경상남도 진주시 금산면 중천리에 있는 사립 중학교이다.

## 학교 연혁
- 1955년 6월 5일 : 금호고등공민학교 개교
- 1968년 1월 29일 : 학교법인 동곡학원 설립인가
- 1968년 1월 29일 : 설립자 겸 초대 이사장 성환일 교수 취임
- 1968년 12월 3일 : 진주동중학교 인가
- 1969년 3월 5일 : 초대 교장 최재호 선생 취임
- 1998년 8월 15일 : 학교법인 금헌학원으로 변경
- 2000년 2월 23일 : 신축 교사 이전
- 2016년 5월 20일 : 금헌관(체육관 및 급식소) 개관
- 2016년 12월 7일 : 축구부 창단
- 2021년 8월 14일 : 제15대 김형종 이사장 취임
- 2021년 10월 15일 : 핸드볼부(여자) 창단
- 2023년 1월 11일 : 제55회 졸업식 거행(졸업생 291명) 졸업생 총수 8,305명
- 2025년 3월 1일 : 제15대 김종섭 교장 취임

## 참고 자료
- 진주동중학교 - 한국교육학술정보원 학교알리미